# Sebastiano Nela
Sebastiano Nela (født 13. marts 1961 i Rapallo, Italien) er en italiensk tidligere fodboldspiller (forsvarer). 
Nela repræsenterede Roma i 11 sæsoner, og vandt både et italiensk mesterskab og tre Coppa Italia-titler med klubben. Han havde også ophold hos både Genoa og Napoli.
Nela spillede fem kampe for det italienske landshold. Han var med i truppen til VM 1986 i Mexico, men kom dog ikke på banen i turneringen.

## Titler
Serie A
- 1983 med Roma

Coppa Italia
- 1984, 1986 og 1991 med Roma